# Кадиївці
Ка́диївці — село в Україні, у Кам'янець-Подільському районі Хмельницької області. Належить до Орининської сільської громади.

## Назва
Що ж до походження назви, то існує декілька варіантів, зокрема, назва села походить від турецького слова «кадії» (судді), які жили тут, коли османи захопили Поділля. А, може, від слова «кадь» — діжка. Адже відомо, що село в давнину було оточене дубами, які могли служити сировиною для бондарського ремесла. Є ще третя версія. Жителі села здавна вирощували цибулю на продаж та кадили, тобто обдавали її димом, щоб вона не псувалась. Або ж вінки цибулі тримали на горі, де за відсутності димаря розходився дим і також кадив цибулю. До слова, кадиївчани й нині спеціалізуються на цибулі. А ще існує місцева легенда, що перший чоловік, котрий тут оселився, називався Кадиєм, від нього і походить назва.

## Географія
Село Кадиївці розташоване на березі річки Жванчик, за 9 кілометрів автодорогами від Кам'янця-Подільського. На відстані 5,5 кілометра від центру села проходить автошлях регіонального значення Р48. З півдня село межує з великим лісовим масивом Кадиївецького лісництва, також поряд знаходиться Довжоцький заказник.

### Клімат
Кадиївці знаходяться в межах вологого континентального клімату із теплим літом, але діяльність людини призводить до поганих змін та глобального потепління. Рівень наповнення річок водою в області становить лише 20 % від необхідного стандарту.

## Історія
Село ділиться на п'ять умовних частин: Іваня, Бураківка, Лабок, Бавки і Круголець. Круголець було колись окремим селом, яке в XVI ст. спустошили волохи. Більше воно не відродилось, залишивши на згадку про себе тільки назву.
Територія села була заселена ще в епоху мезоліту. Особливу увагу вчених привернуло поселення розвинутої трипільської культури, яке відкрив в урочищі Балка в 1926 р. Михайло Рудинський. На схилах були знайдені рештки наземних глинобитних житл, багато розписної кераміки з багатокольоровим орнаментом. У Бураківці знайдені поселення пізньотрипільської, черняхівської культур, житло давньоруських часів.
Уперше Кадиївці згадуються в 1410 році, коли король Владислав II Ягайло подарував село Фредрові з Плешевичів (Плешовець) за хоробрість у боях під Грюнвальдом у володіння села Кадиївці, Фридрівці й Суржу.
Церква святого Миколи на Бураківці відома з 1740 року.
Протягом століть село багато разів змінювало власників, належало воно польським магнатам Конецпольським, у XVIII ст. — Жевуським, потім Подільському архієрейському дому.
Селяни були звільнені від кріпосного права в 1861 році. На честь цієї події в багатьох селах Поділля на в'їздах встановлювали пам'ятні фігури, такі збереглись в селах: Нігин, Черче. Ця традиція помаленьку відновлюється, встановлюються статуї Божої Матері чи інші фігури.
2 червня 1919 року під час бою за Кам'янець-Подільський один курінь Чорноморського полку, за наказом, вирушив на захоплення села Кадиївці. Однак ворога в селі не виявилось і курінь повернувся на хутір Козак до свого полку. Внаслідок поразки Перших визвольних змагань на початку XX століття село надовго окуповане російсько-більшовицькими загарбниками.
Радянська окупація принесла колективізацію та розкуркулення.
У 1932—1933 місцеві селяни пережили Голодомор, зазнали репресій.
Роки Великого терору 1936-1937 вбито осіб різних національностей і професій, багато людей було виселлено як сім'ї «ворогів народу».
Під час Другої світової війни в селі діяв потужний осередок підпілля ОУН, до якого входило багато місцевих мешканців. Організований він був уже з вересня 1941 року. Певний час тут навіть розташовувався Кам'янець-Подільський окружний провід ОУН. Значна частина учасників підпілля була репресована — німецькими та радянськими спецслужбами. Один з останніх епізодів діяльності підпілля ОУН на території Кам'янець-Подільської області в ніч з 25 на 26 квітня 1952 року селі були захоплені Михайло Ярчук («Клим») та Володимир Гнибіда («Неплюй»). 2012 року в лісі між селами Кадиївці й Залісся Перше було знайдено молочний бідон, що містив чималий пакунок документів ОУН.
У 1946—1947 роках мешканці села вчергове пережили голод.
У радянські часи село спеціалізувалося на птахівництві й м'ясо-молочному тваринництві.
З 24 серпня 1991 року в складі незалежної України.
2013 року село газифіковане.
24 грудня 2019 року шляхом об'єднання сільських рад Кам'янець-Подільського району село Кадиївці увійшло до складу Орининської сільської громади. Об'єднання в громаду має створити умови для формування ефективної і відповідальної місцевої влади, яка зможе забезпечити комфортне та безпечне середовище для проживання людей.
Колигній орган місцевого самоврядування — Кадиївська сільська рада.

## Населення
За переписом населення України 2001 року в селі мешкало 1691 особа.
Тепер населення становить 1570 осіб.

### Мова

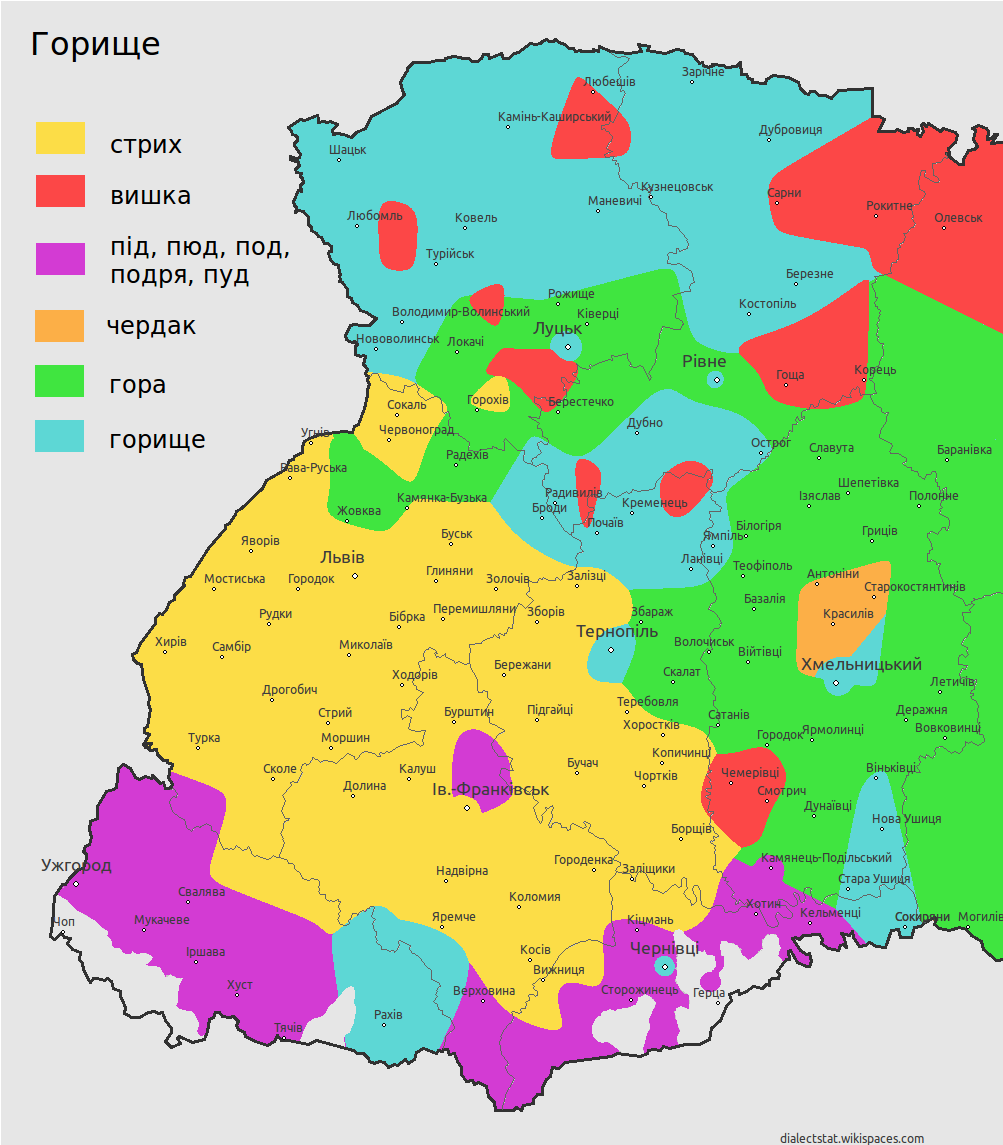
Селі Кадиївці поширені такі діалекти слова «горище»: стрих, гора, під, подря, под, пуд

У селі поширені західноподільська говірка та південноподільська говірка, що відносяться до подільського говору, який належить до південно-західного наріччя.
Розподіл населення за рідною мовою за даними перепису 2001 року:
| Мова       | Відсоток |
| ---------- | -------- |
| українська | 99,47 %  |
| російська  | 0,41 %   |
| молдавська | 0,06 %   |
| румунська  | 0,06 %   |

## Інфраструктура

### Школа
У селі діє Кадиєвецька ЗОШ I—III ступенів. Заснована у 1842 році як однокласне училище для хлопчиків. В 1842—1844 роках в школі навчалося приблизно 60-70 учнів. У 1951 відкрито середню школу. 1975 школа змінила приміщення.
На території школи діють історико-краєзнавчий музей «Джерела пам'яті» та музей історії школи.

### Хата в музеї села Пирогове
Хата знаходиться в музеї під Києвом. Для подільського будівництва характерне використання найдавніших конструкцій і технік — сох, кілля, плетіння. Подібні прийоми, як засвідчують численні археологічні матеріали, застосовувалися у трипільському будівництві (IV—III тисячоліття до н. е.). Традиції цього будівництва були успадковані пізнішими культурами. Археолог В. А. Городцов писав: «Теперішні українські хати-мазанки — це тільки поліпшений варіант трипільської глиняної будівлі».
Хата 1892 року зі села Кадіївці типова подільська будова — садиба середняка. У плані будови вона складається з двох хат, відгороджених сіньми з коморою. У більшій хаті сім'я, зазвичай, не жила. Це була так звана «чиста» хата. Менше приміщення використовувалося щоденно: воно була і кухнею, і спальнею, і робітнею. Біля хати — велика шопа каркасної конструкції і плетений з лози курник.

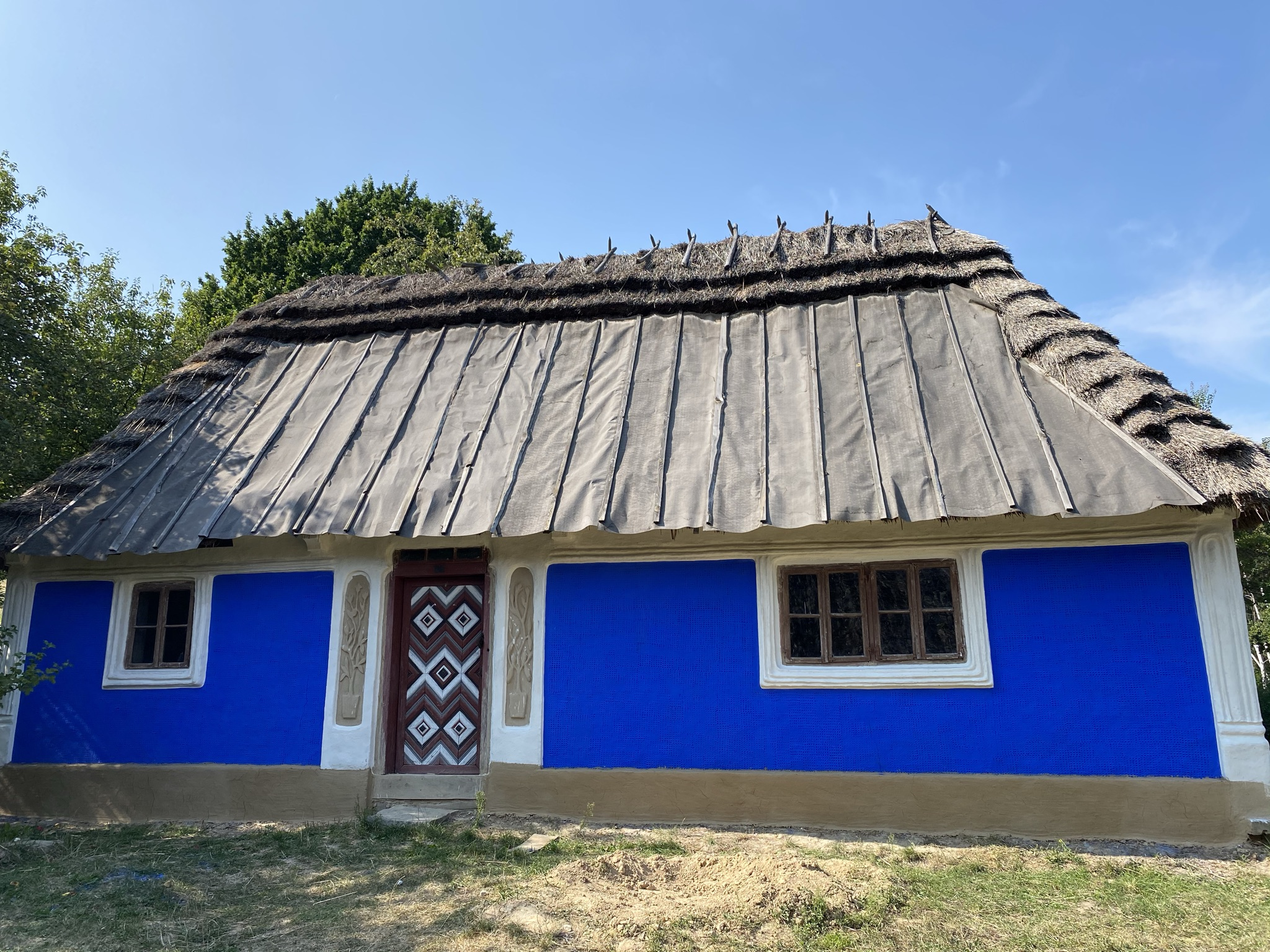
Подільська хата
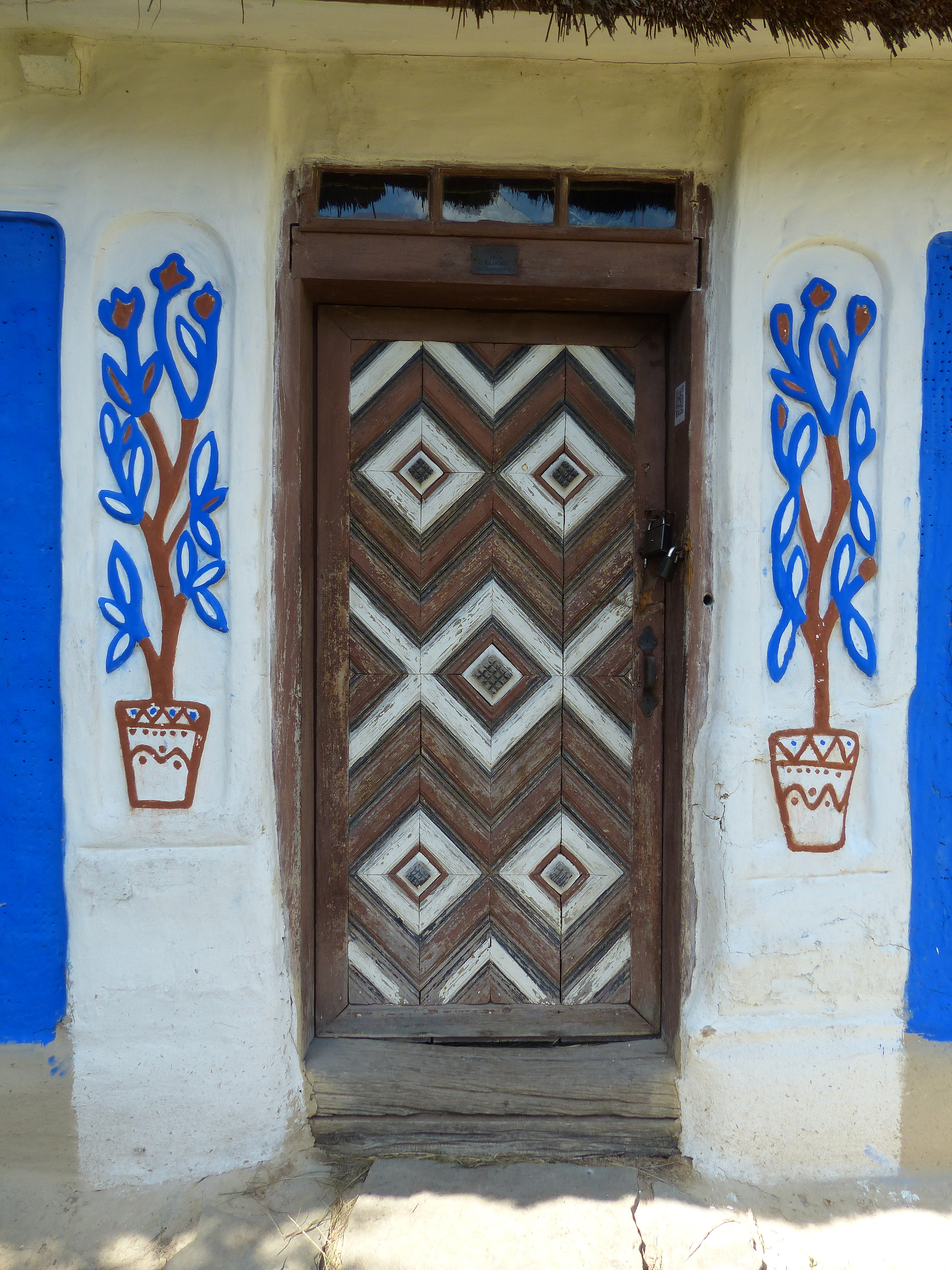
Шопа
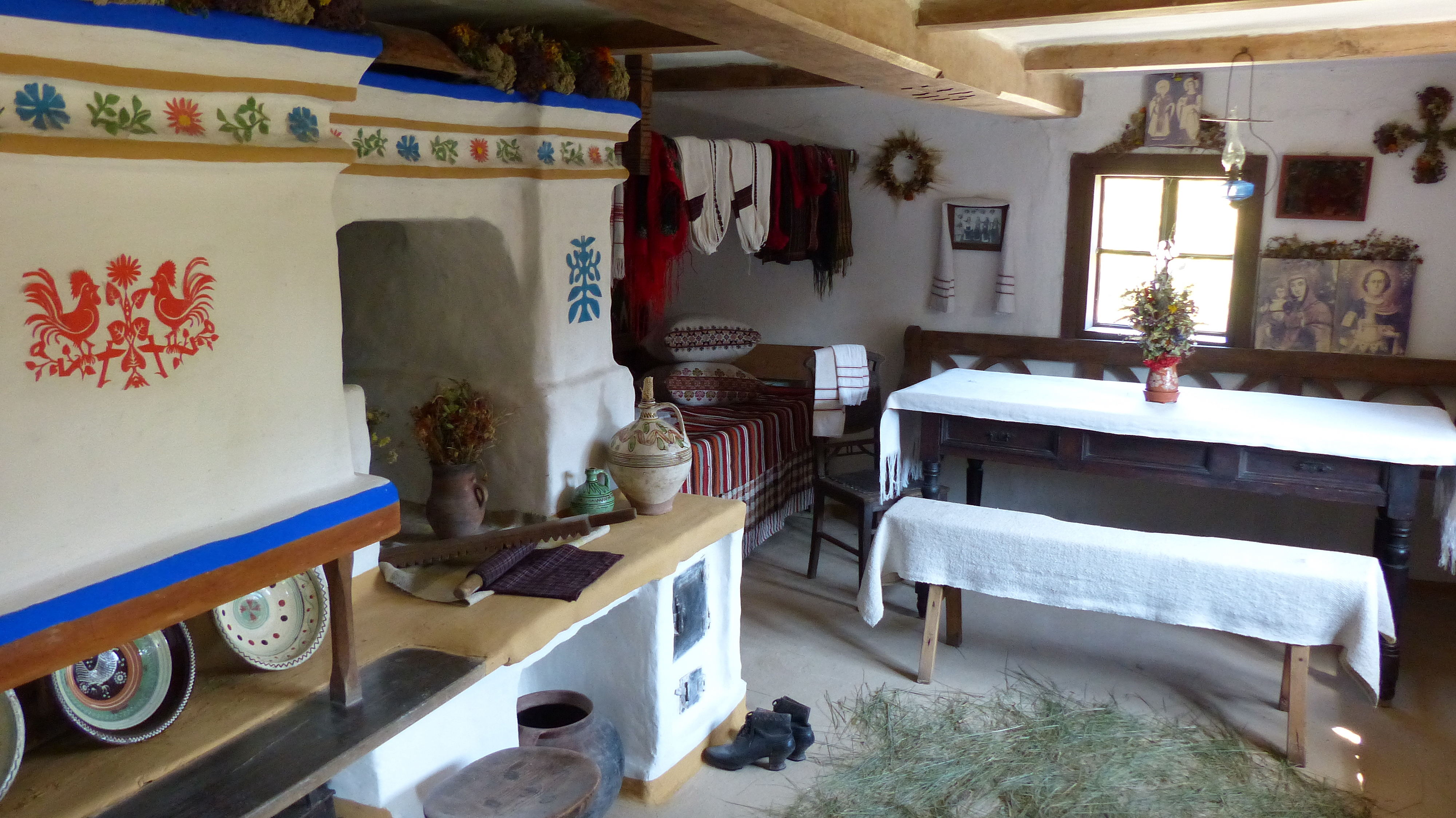
Хата із с. Кадиївці в музеї с. Пирогове
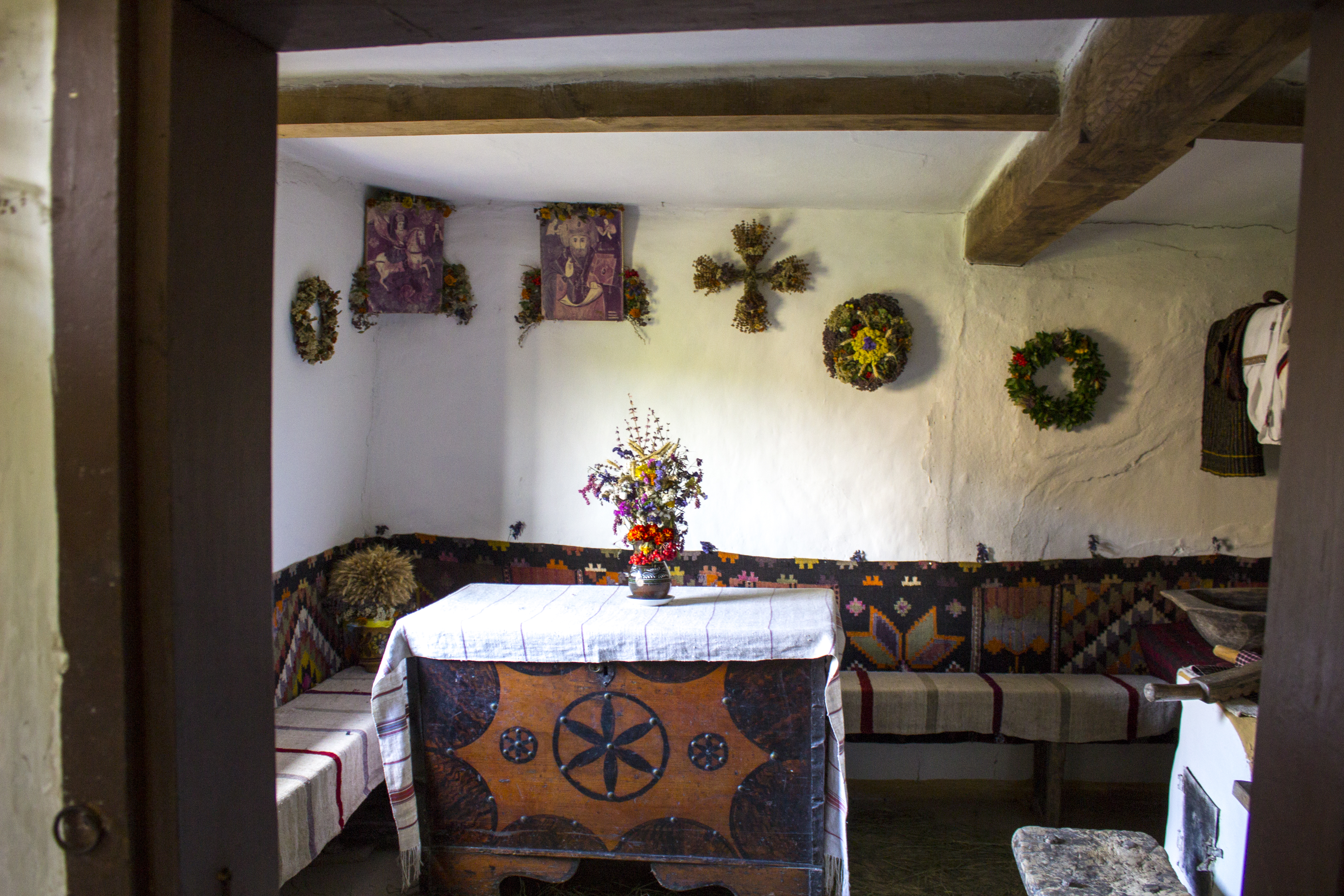
Всередині хати
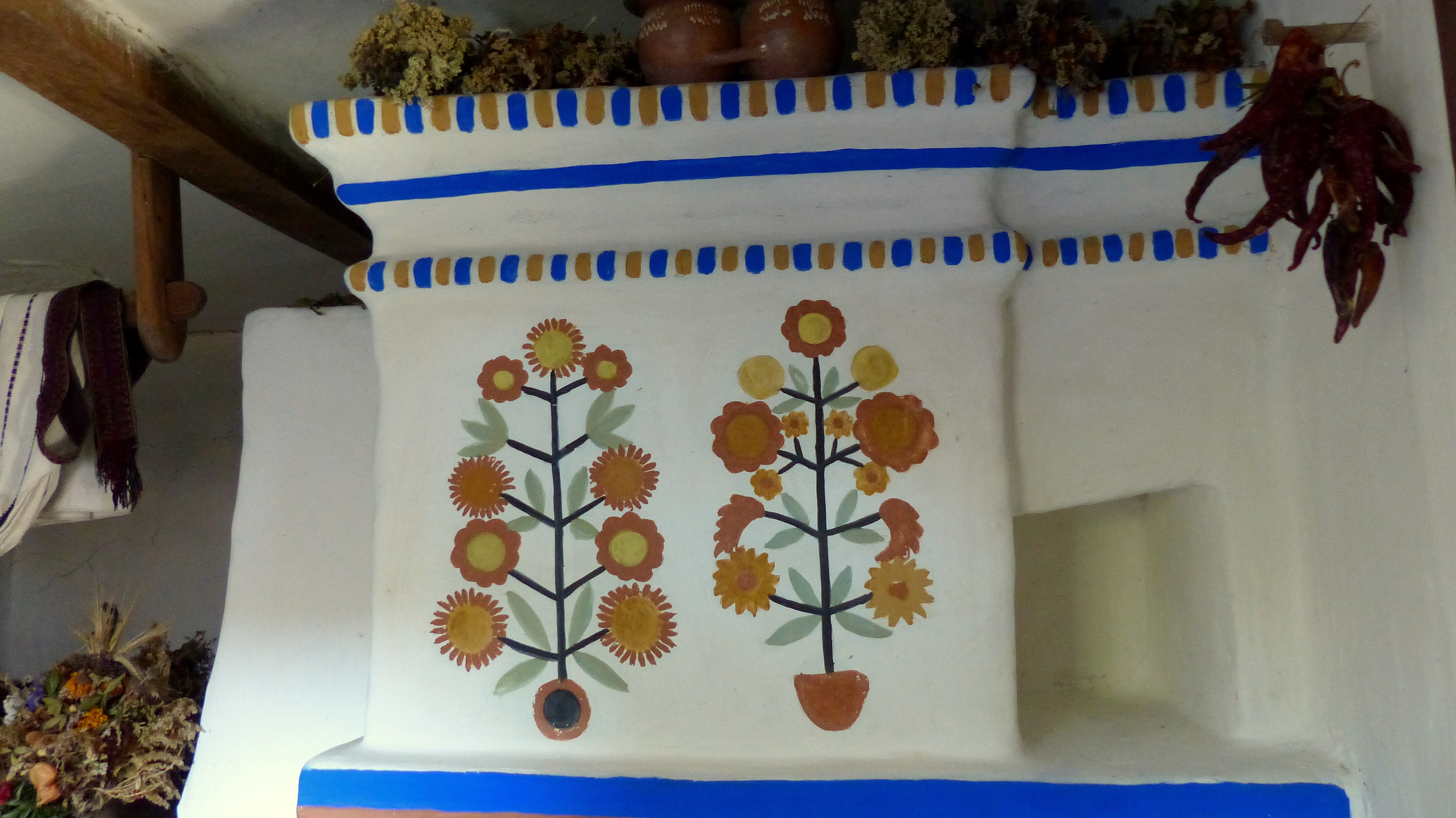
П'єц з подільським розписом

## Охорона природи
Село розташоване в межах національного природного парку «Подільські Товтри».

## Відомі уродженці
- Стадник Семен Іванович «Стах» — провідник Орининського районного проводу ОУН. Родом із села Кадиївці. Розстріляний гестапо в 1943 року в Кам'янці-Подільському.[8]
- Кармалюк Сергій Павлович — кандидат історичних наук, доцент, проректор з науково-педагогічної роботи Буковинського державного фінансово-економічного університету.
- Кляпетура Сергій Іванович (* 1971) — художник, скульптор. Заслужений художник України.
- Савчук Олена Іванівна (9 квітня 1970) — член Національної спілки художників України від 2008 року. Директор Кам'янець-Подільської міської дитячої художньої школи від 4 жовтня 2011 року.[9]
- Найдьонов Владислав Юрійович — український військовослужбовець, учасник російсько-української війна.[10]

## Галерея

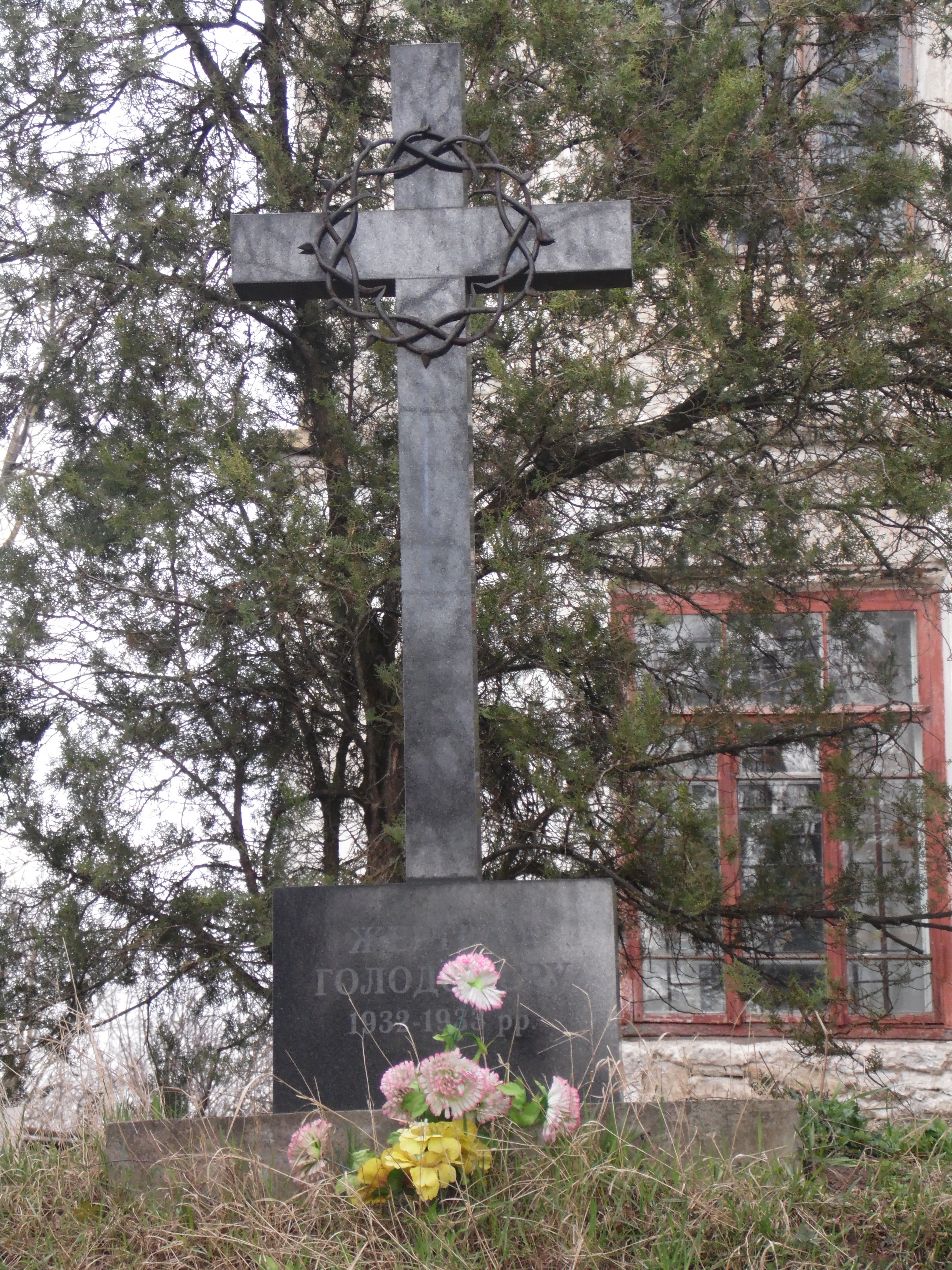
Пам'ятний знак в пам'ять про жертв Голодомору
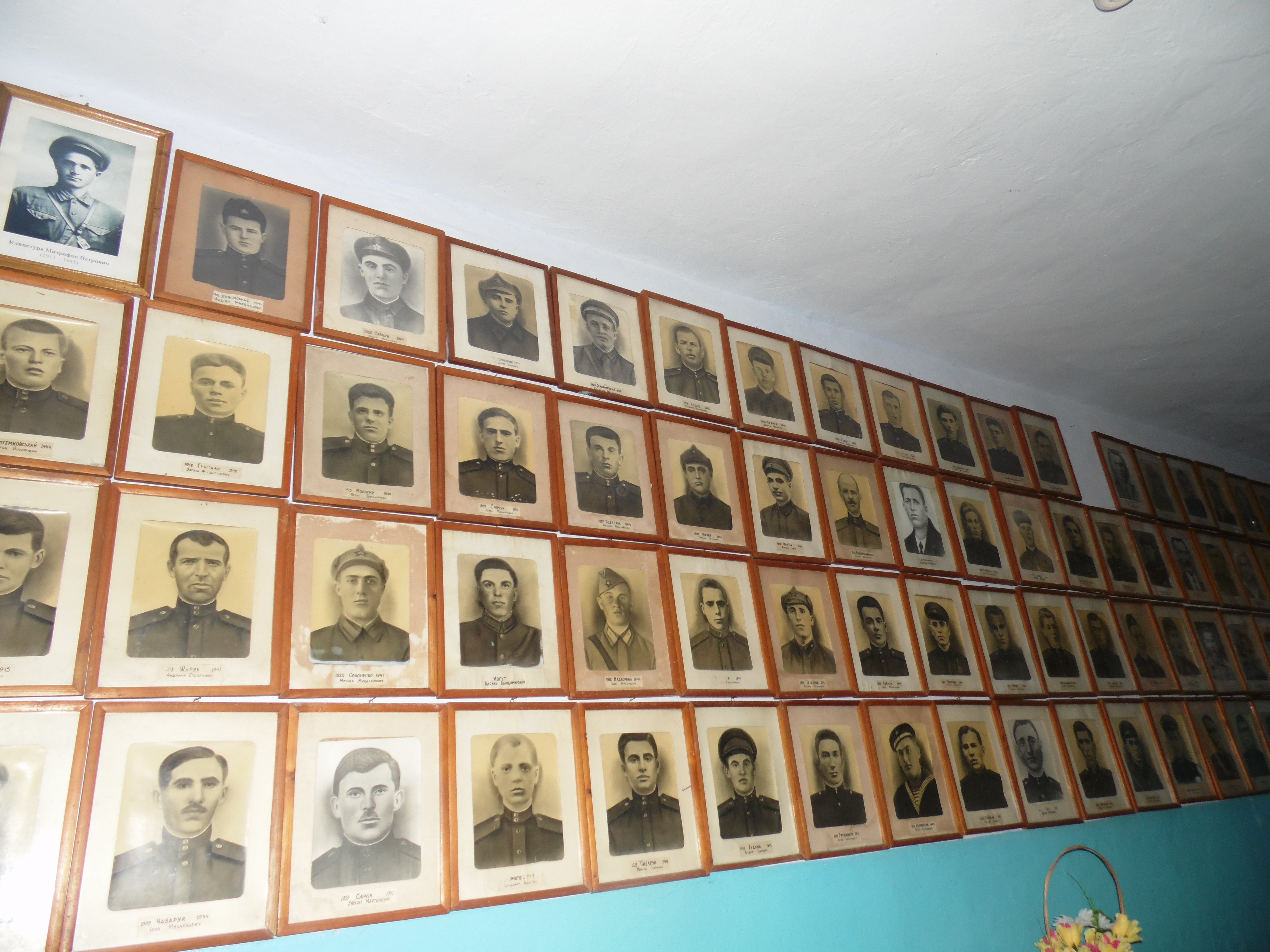
Галерея воїнів-односельчан
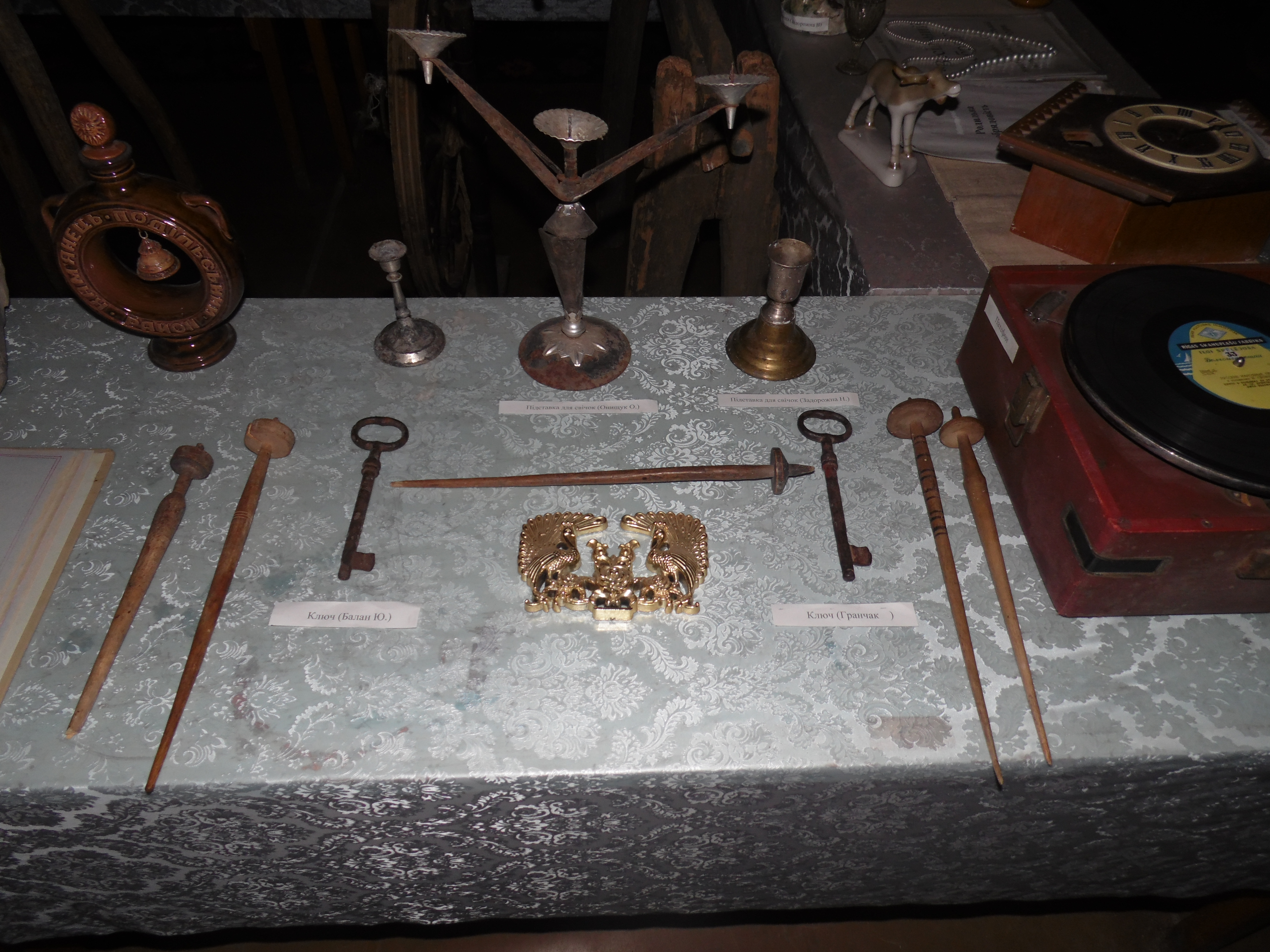
Предмет вжитку в місцевому музеї
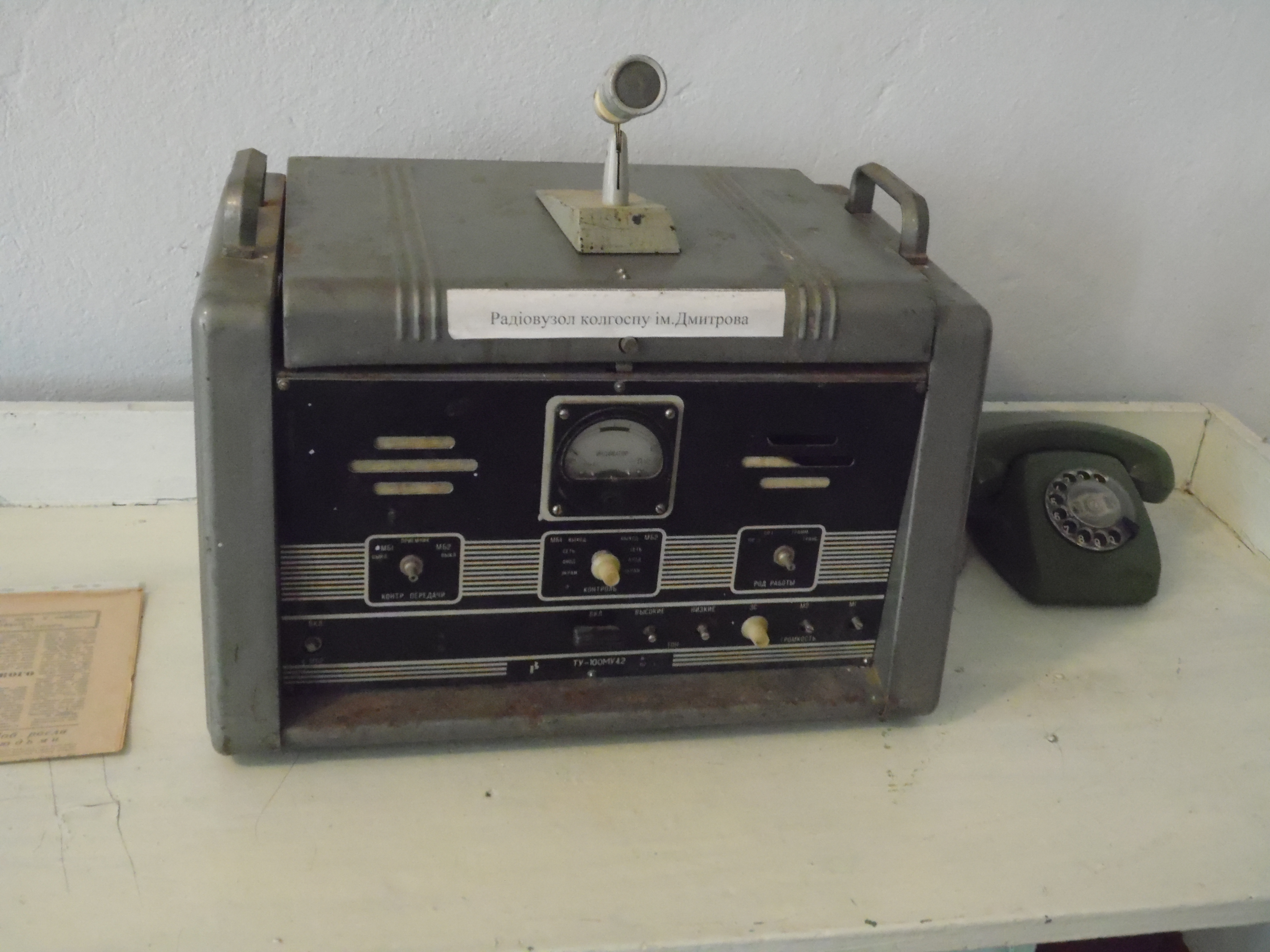
Радіовузол колгоспу ім. Дмитрова
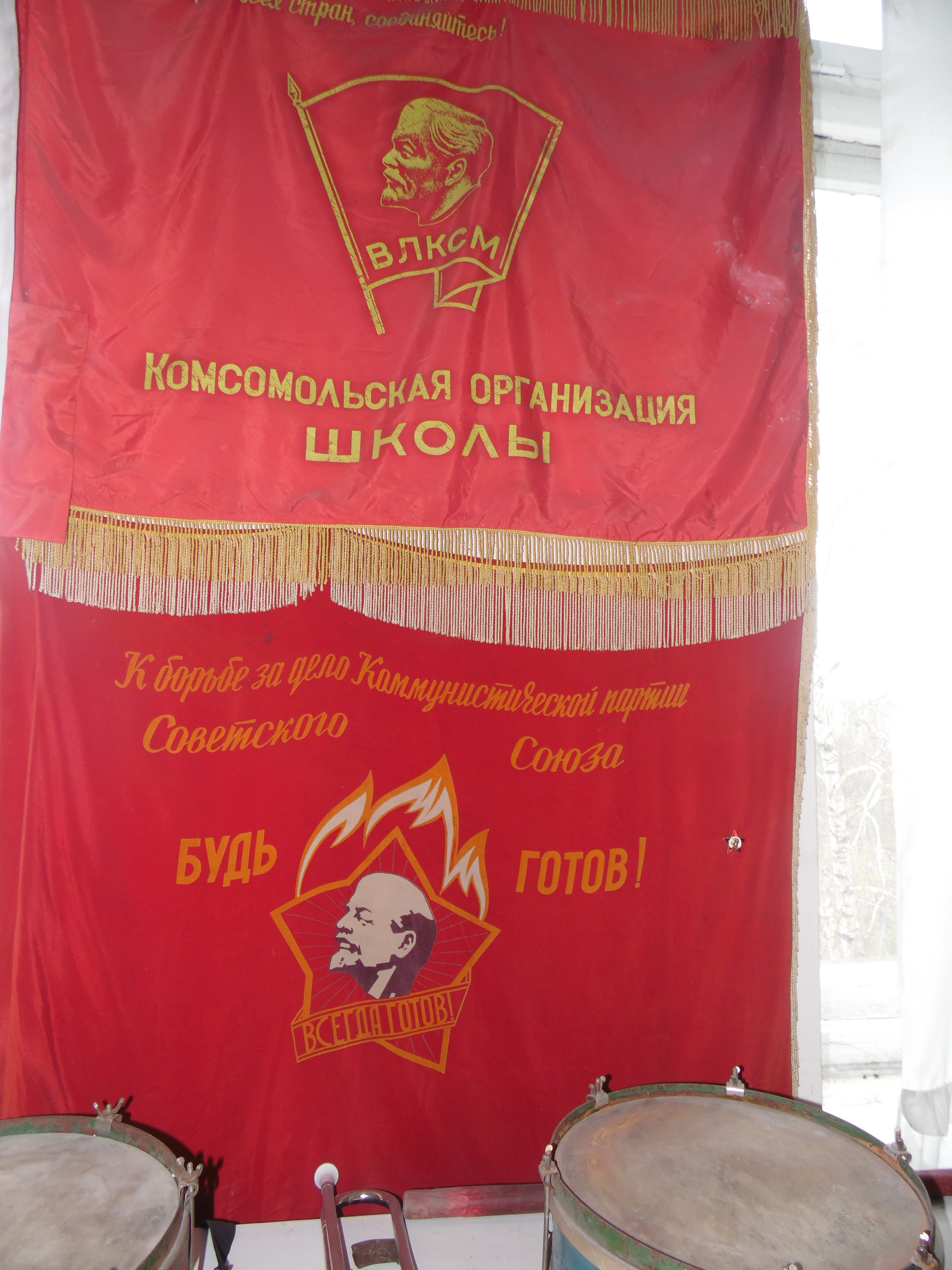
Прапор комсомольської організації школи
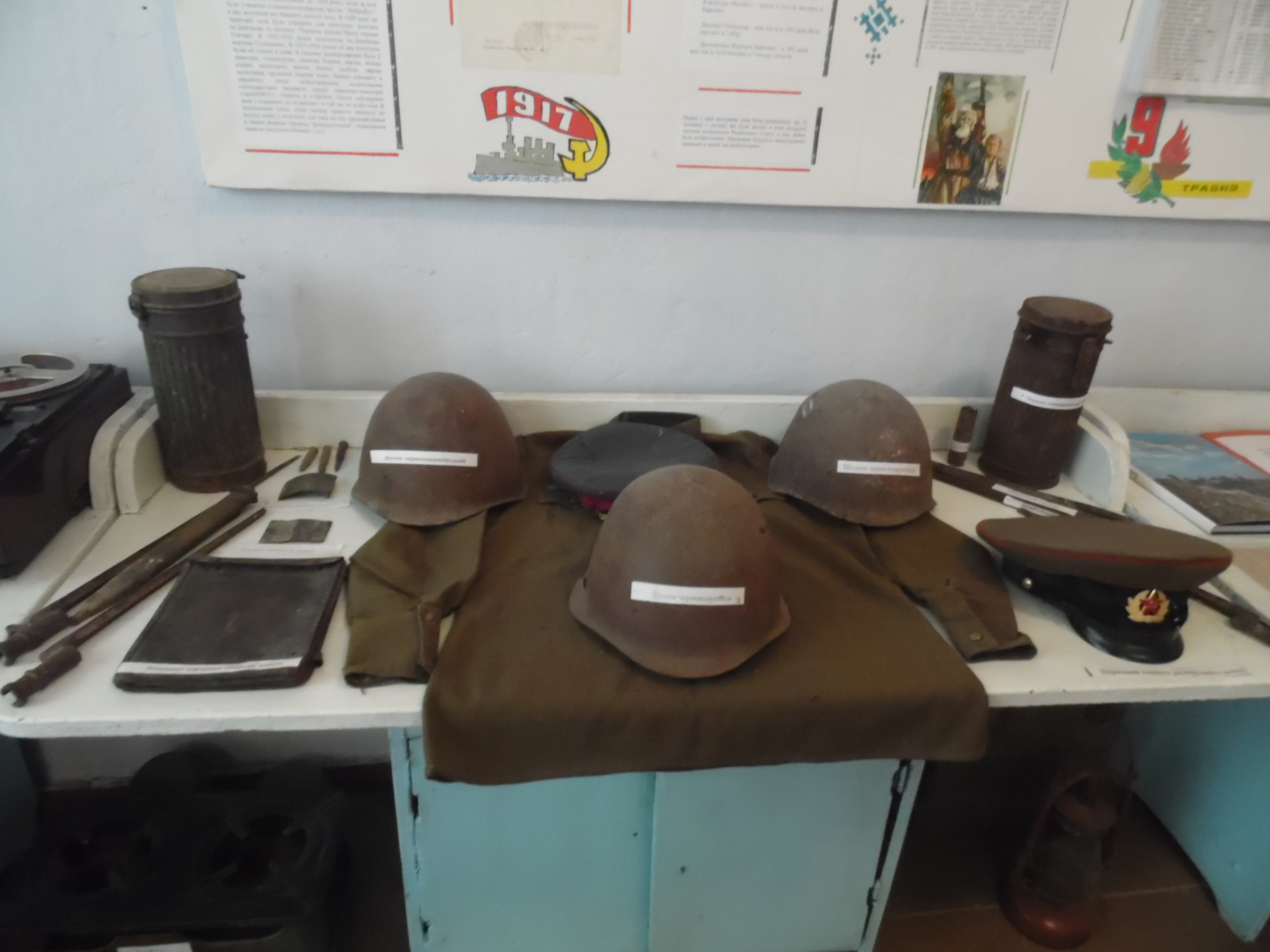
Військове обмундирування воїнів-односельчан
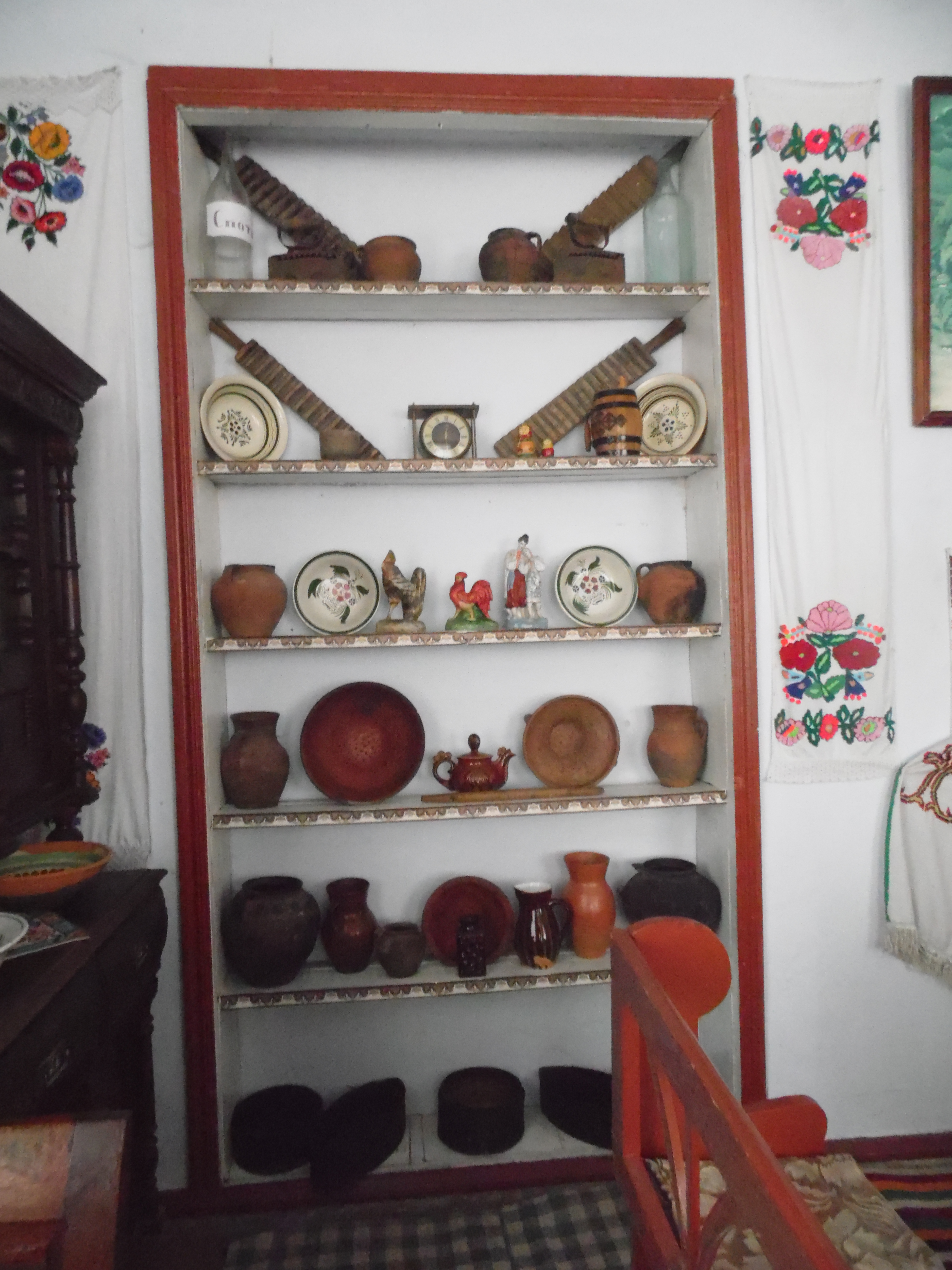
Предмет вжитку в місцевому музеї
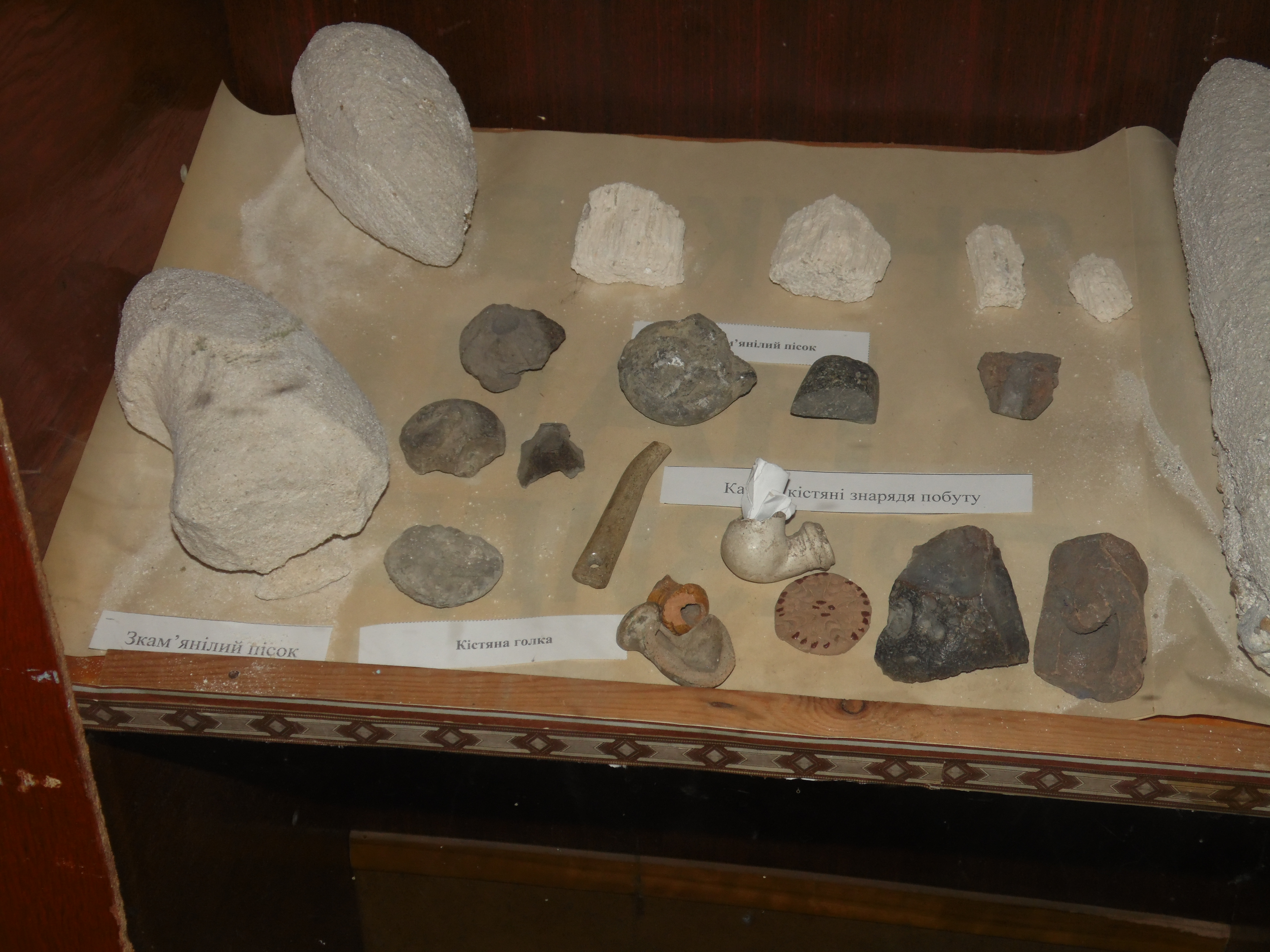
Знаряддя побуту прадавніх людей, знайдені на території села
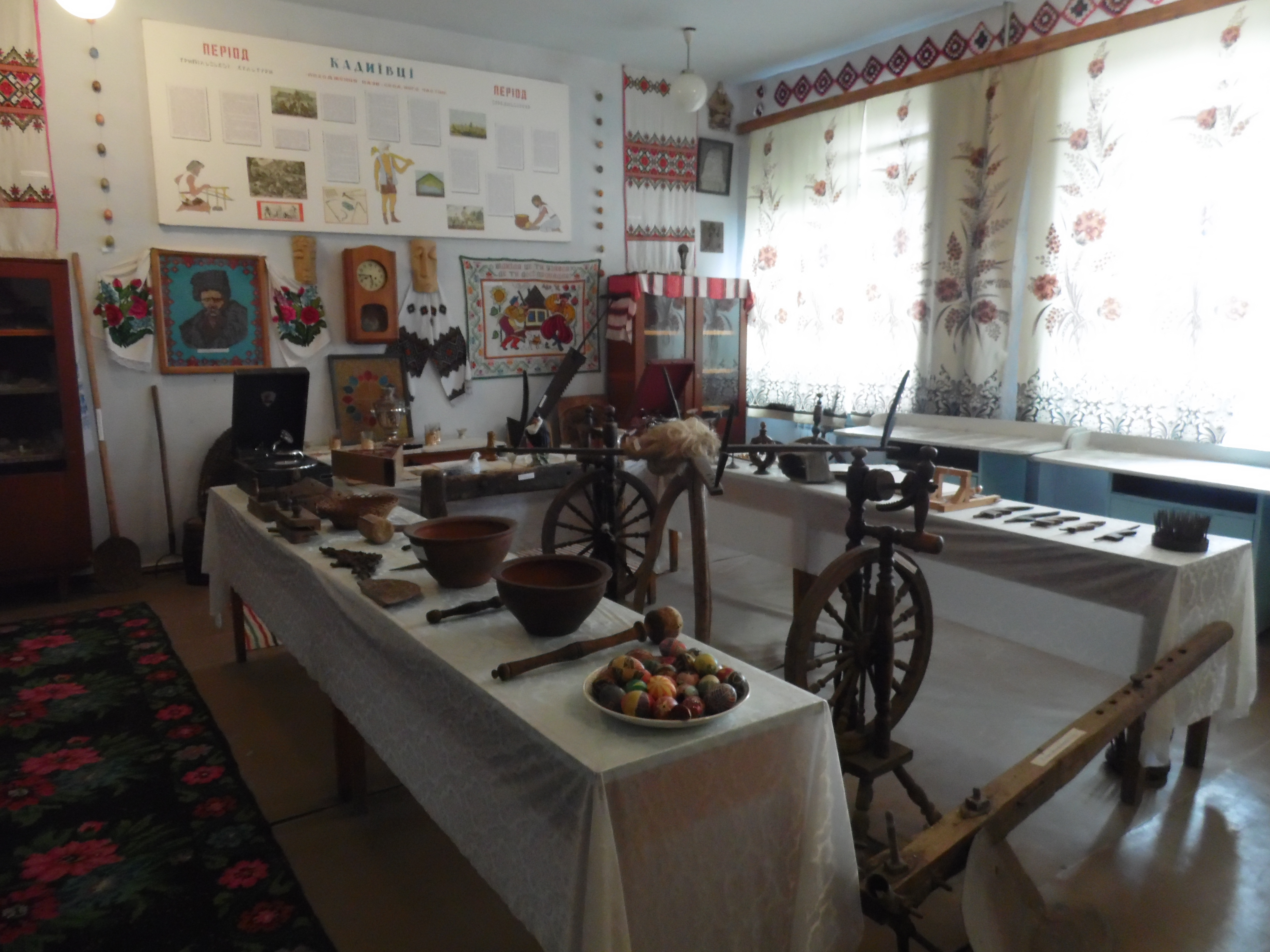
Музей історії села
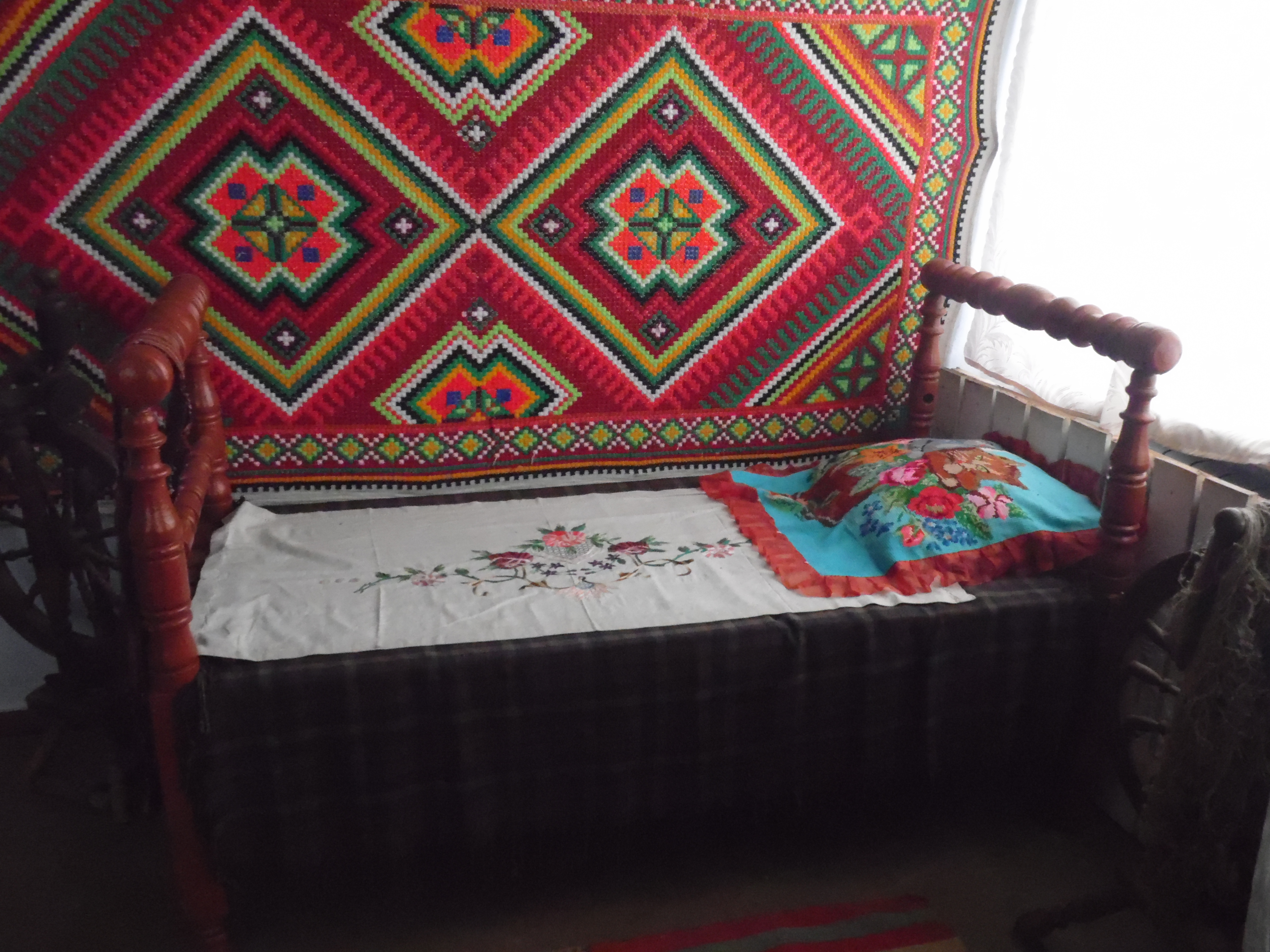
Ліжко в музеї історії села
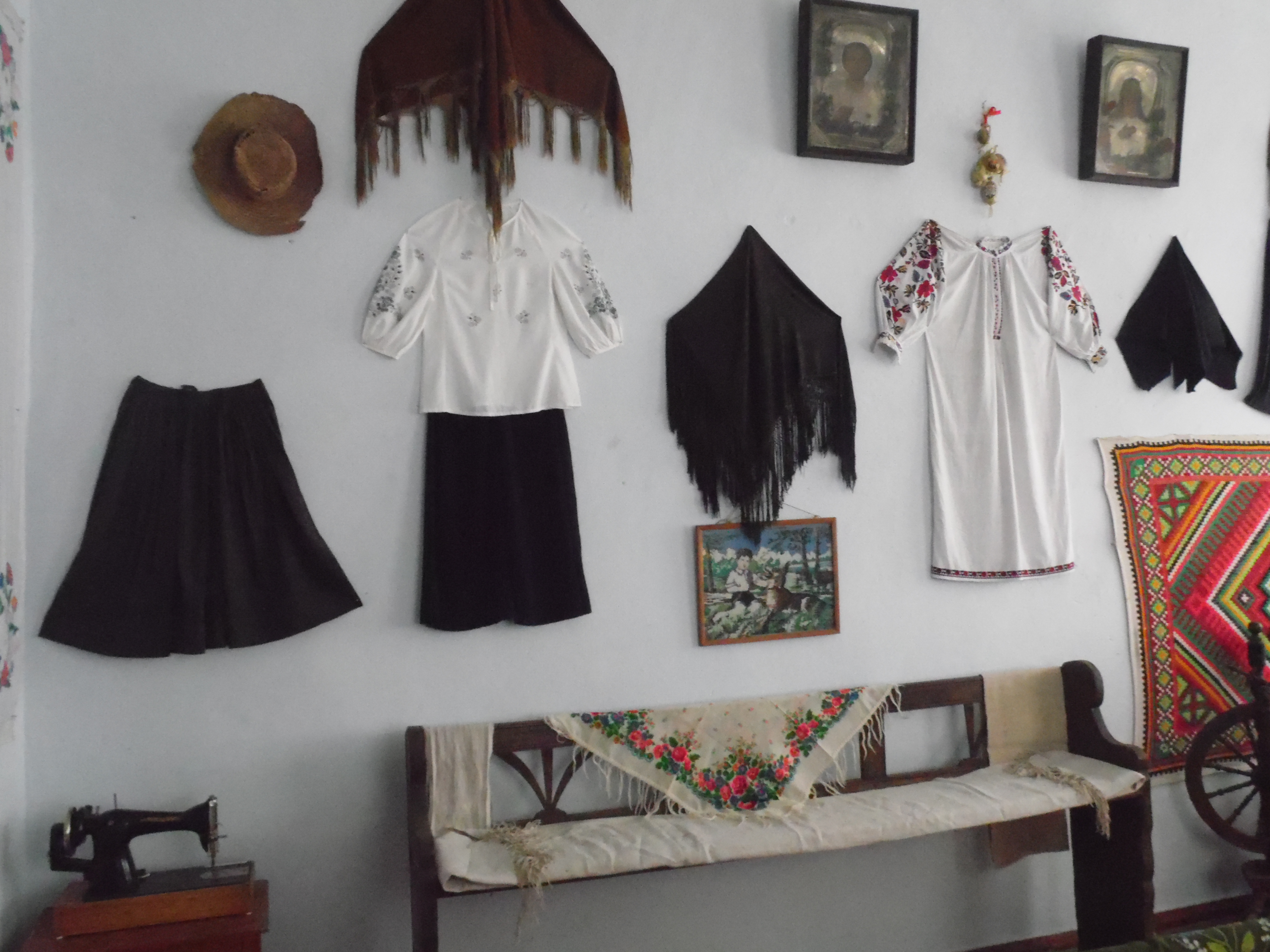
Експонати музею історії села
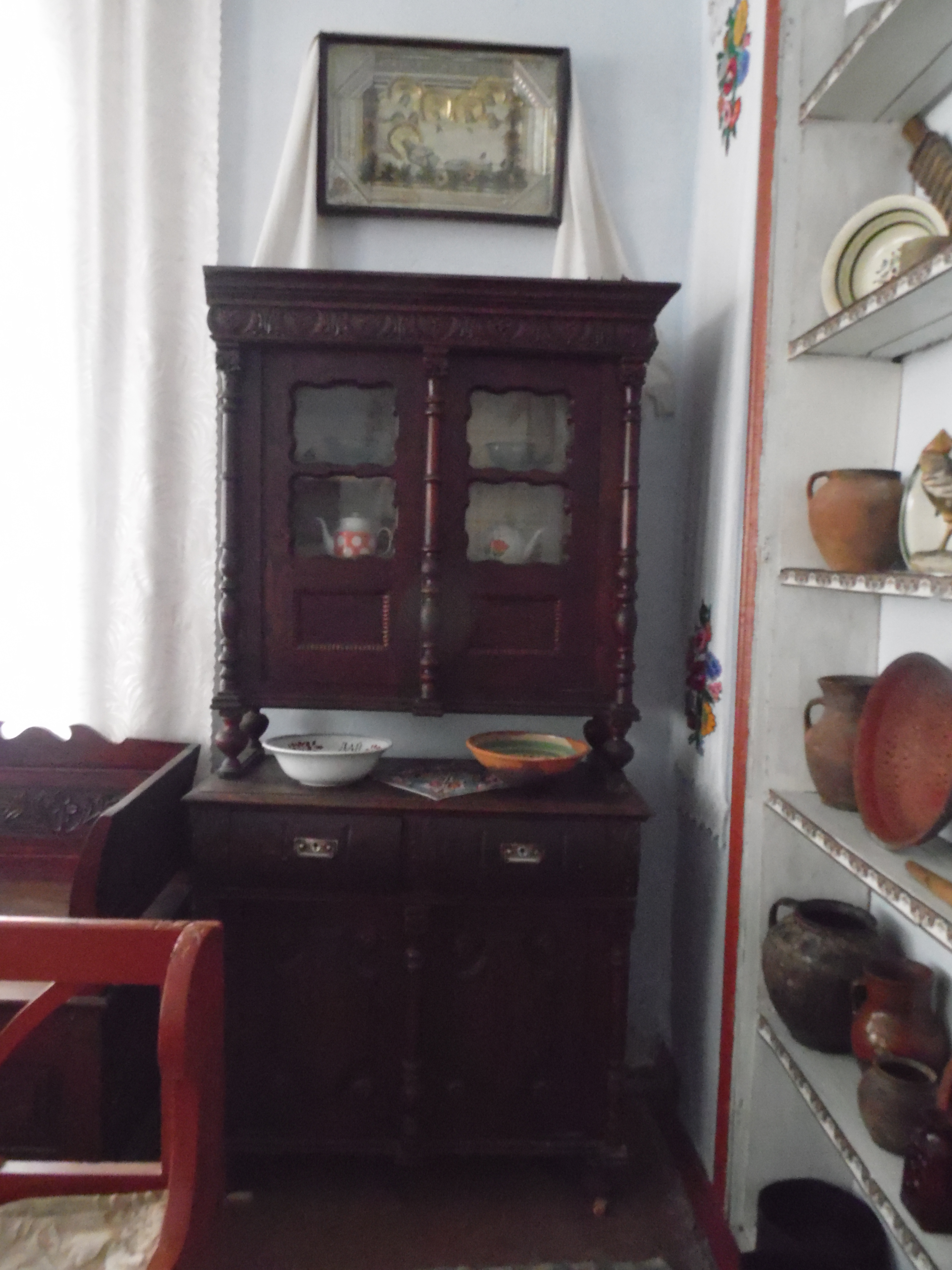
Експонати музею історії села
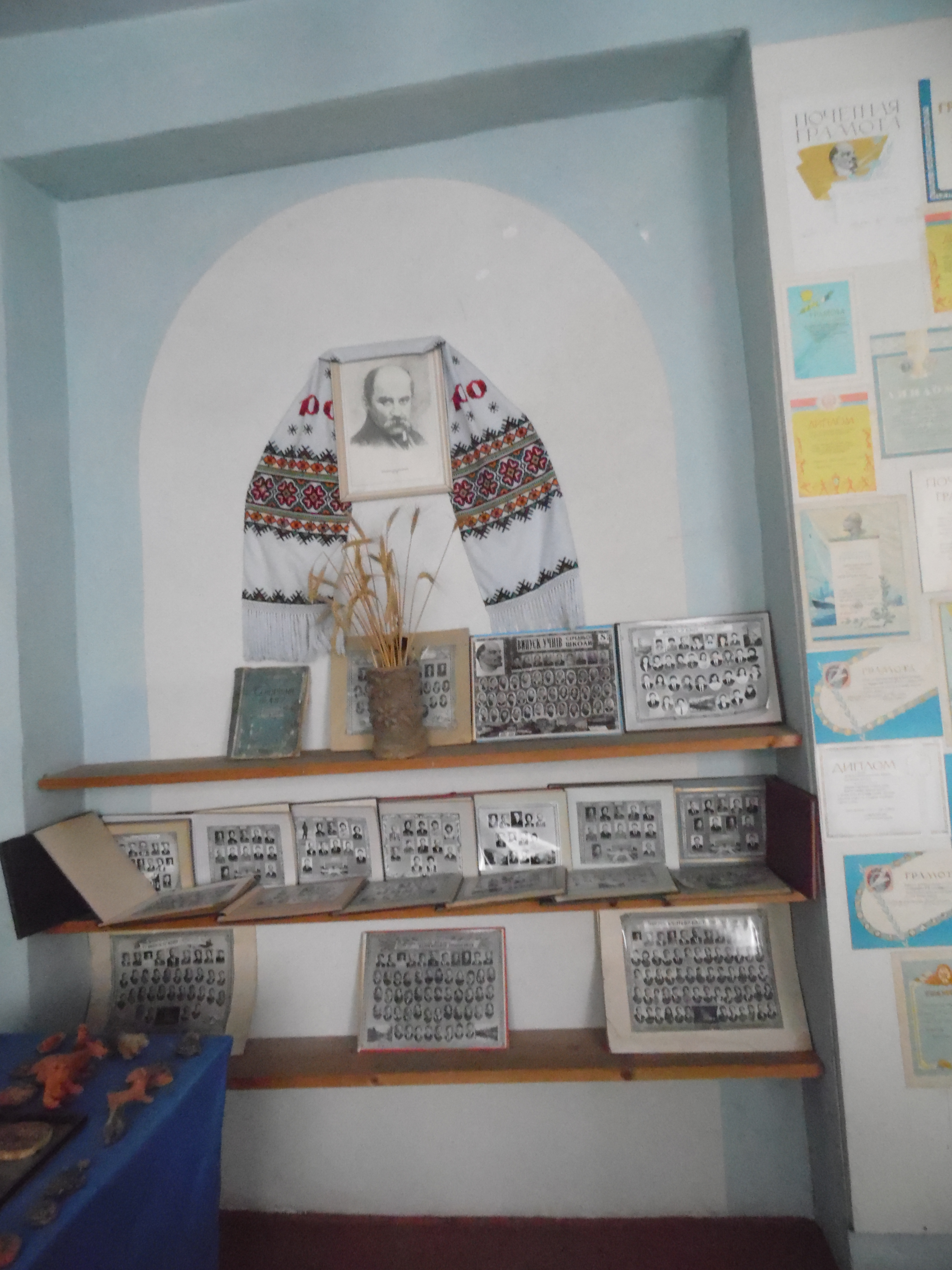
Шевченківський куток в музеї історії школи
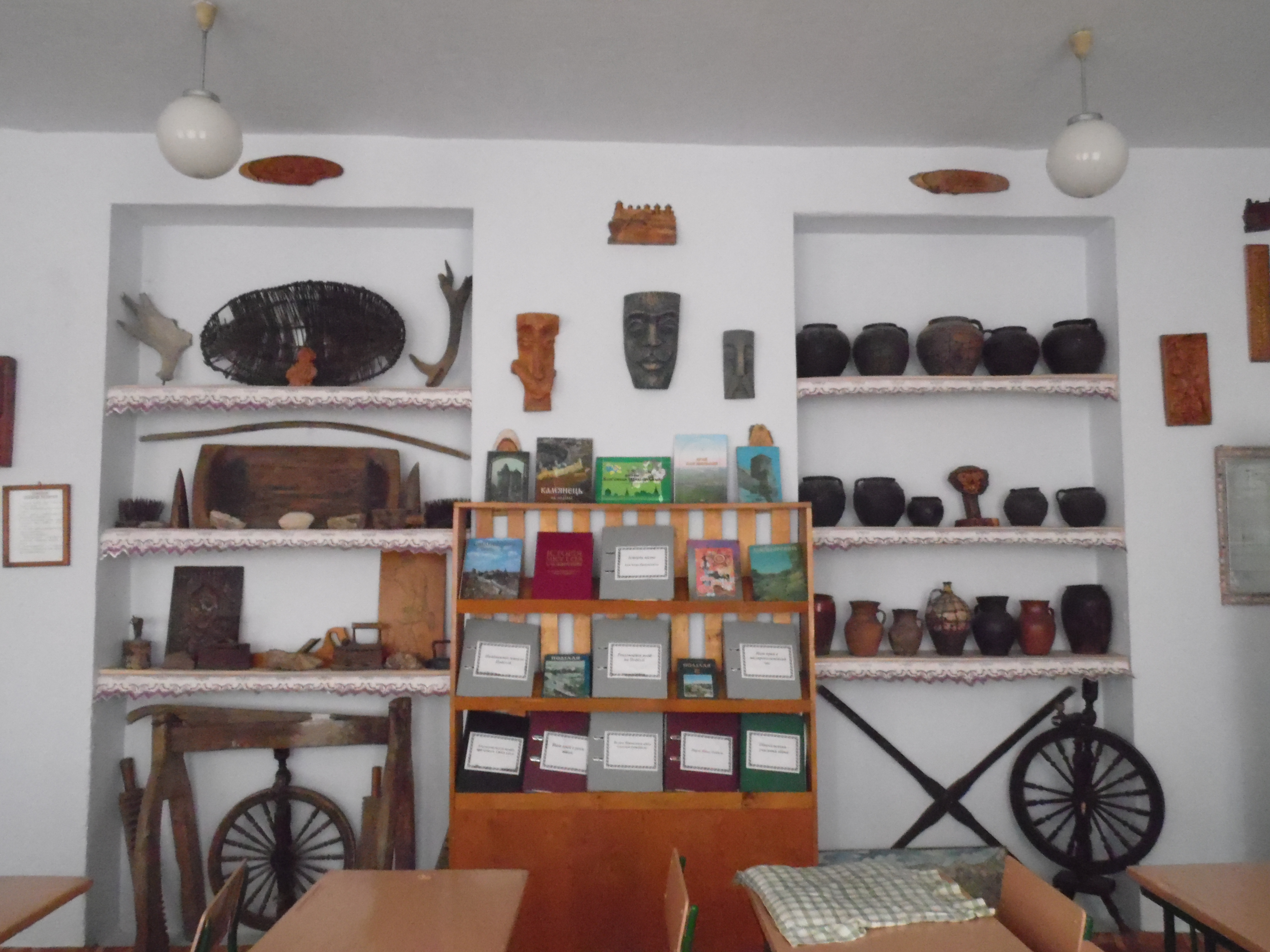
Експонати музею історії села
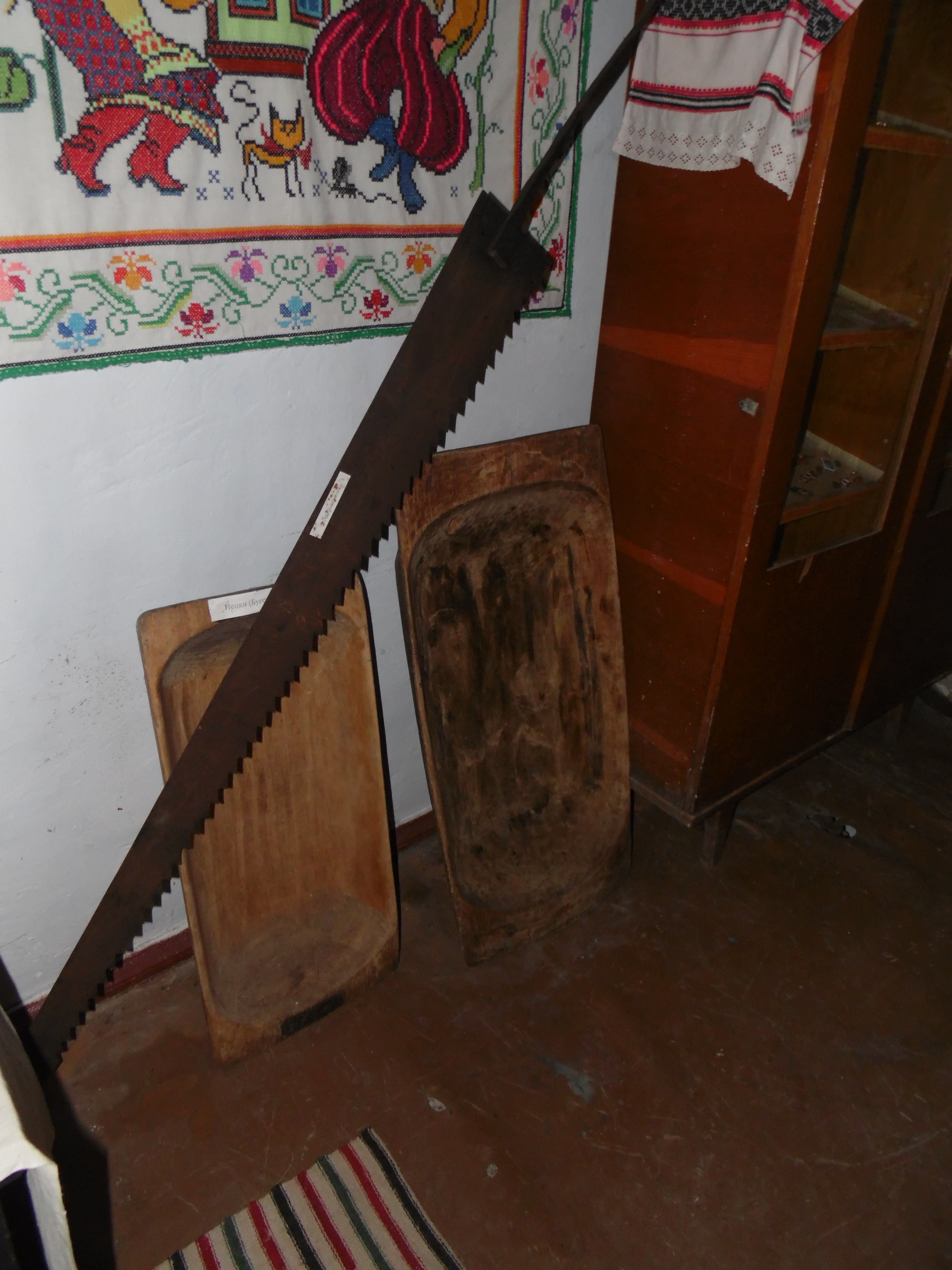
Експонати музею історії села